# تاميكا يالوب
تاميكا يالوب (من مواليد 16 يونيو 1991) هي لاعبة كرة قدم أسترالية، تلعب في مركز خط وسط مع فريق بريسبان رور في الدوري الأسترالي للسيدات.

## حياتها المبكرة
ولدت يالوب في أورانج وانتقلت مع عائلتها إلى غولد كوست في سن الخامسة. بدأت لعب كرة القدم للناشئين في سن السادسة مع فريق مودجيرابا في دوري جولد كوست المحلي.

## مهنة دولية

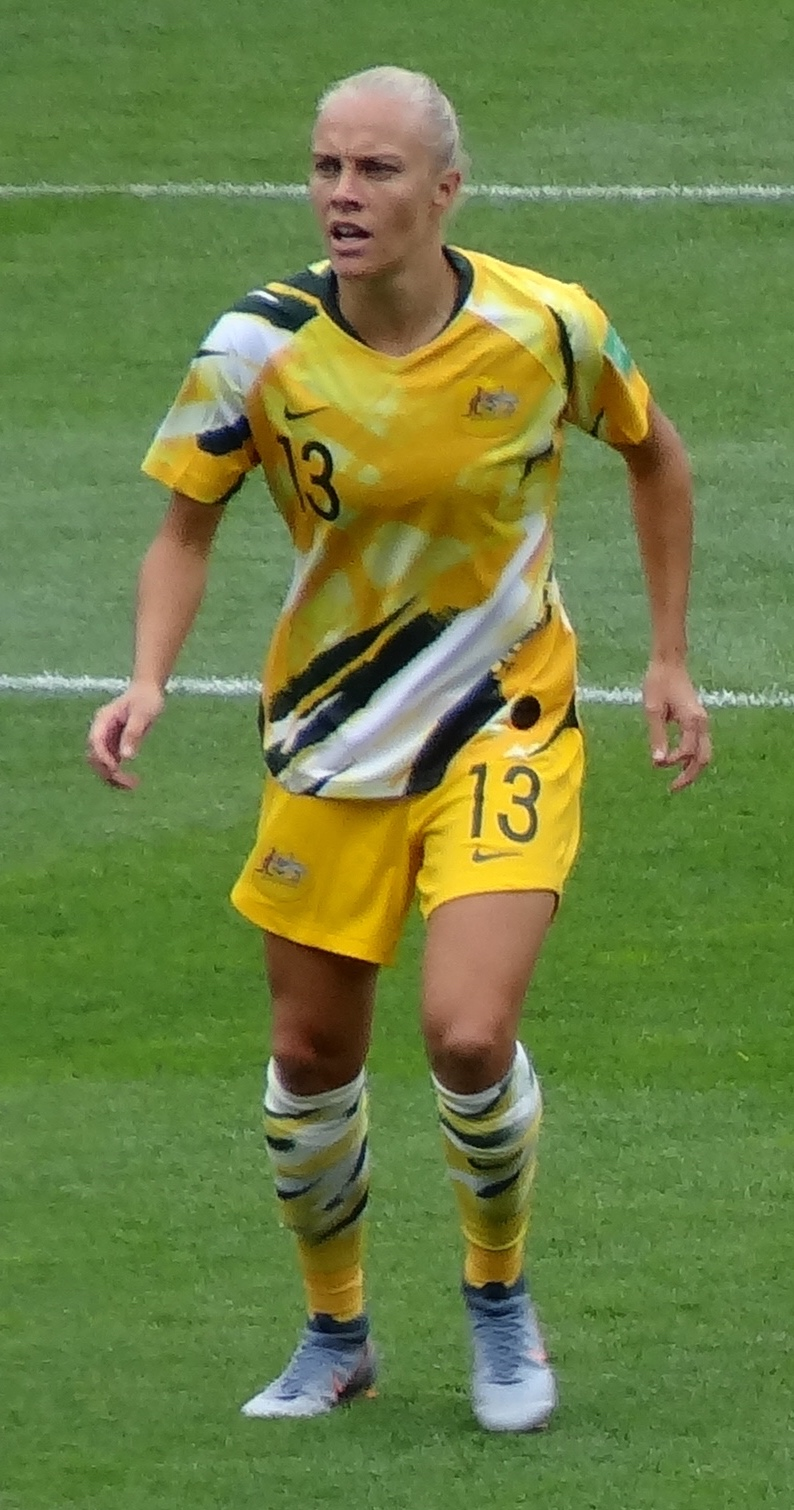
يالوب خلال كأس العالم للسيدات 2019

كانت عضوًا في فريق بطولة آسيا للسيدات تحت 17 عامًا لعام 2007 وفريق بطولة آسيا للسيدات تحت 20 عامًا لعام 2008. وقادت المنتخب الأسترالي تحت 20 عامًا من عام 2007 إلى عام 2009 والذي تضمن فوز المنتخب ببطولة آسيا لكرة القدم للسيدات لعام 2008. وكانت جزءًا من الفريق الذي فاز بكأس آسيا للسيدات 2010. ولعبت لأستراليا في كأس العالم للسيدات 2011 وكأس العالم للسيدات 2015. خسرت أستراليا في ربع النهائي عامي 2011 و2015. في عام 2016، أختيرت في أول فريق أولمبي لها في ريو 2016. خسرت أستراليا في ربع النهائي ولم تظهر يالوب في أي مباراة. وفي بطولة الأمم 2017، سجلت الهدف الوحيد ضد الولايات المتحدة. كانت هذه هي المرة الأولى التي تهزم فيها أستراليا الولايات المتحدة، وفاز المنتخب بالبطولة.
في كأس آسيا للسيدات 2018، ظهرت يالوب في ثلاث مباريات لأستراليا. لكن خسر المنتخب بنتيجة 1-0 أمام اليابان. وضمنت أستراليا التأهل إلى كأس العالم للسيدات 2019. وكانت عضوًا في منتخب أستراليا لدورة الألعاب الأولمبية طوكيو 2020. وتأهل المنتخب إلى ربع النهائي وفاز على بريطانيا قبل أن يتم إقصائه في نصف النهائي أمام السويد. وخسر في المباراة الفاصلة على الميدالية البرونزية أمام الولايات المتحدة.

## الإنجازات
بريسبان رور
- الدوري الممتاز: 2008–09، 2012–13، 2017–18
- بطولة الدوري الأسترالي: 2008–09، 2010–11

أستراليا
- كأس آسيا للسيدات: 2010
- بطولة آسيا للسيدات: 2008
- تصفيات آسيا للألعاب الأولمبية: 2016.[11]
- بطولة الأمم: 2017
- كأس الأمم الإفريقية: 2019

فردي
- وسام جولي دولان: 2013-14